# Medwediwka (Tscherkassy)
Medwediwka (ukrainisch Медведівка, russisch Медведевка Medwedewka, polnisch Danielgród) ist ein Dorf im Südosten der ukrainischen Oblast Tscherkassy mit etwa 1100 Einwohnern (2019).

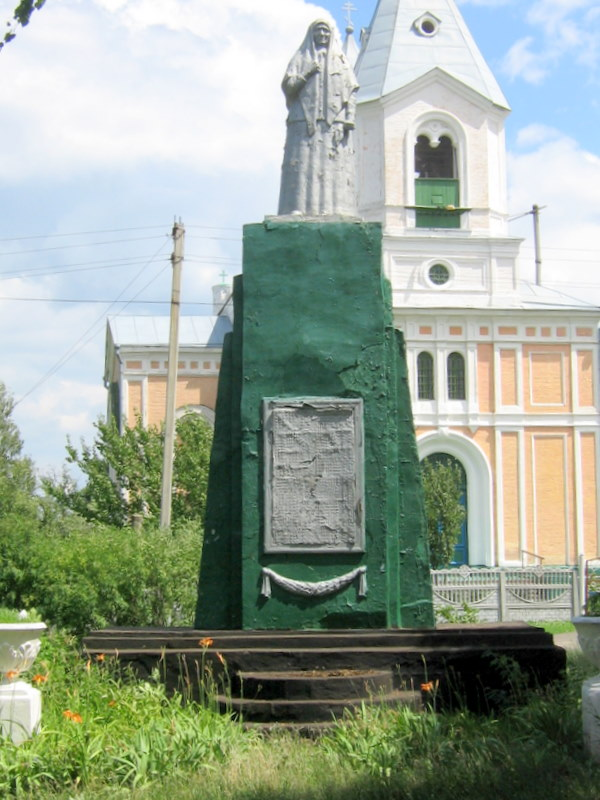
Denkmal und Kirche in Medwediwka

Medwediwka liegt am rechten Ufer des Tjasmyn, einem Nebenfluss des Dnepr und an der Territorialstraße T−24−02 29 km nordwestlich vom ehemaligen Rajonzentrum Tschyhyryn und 42 km südöstlich vom Oblastzentrum Tscherkassy.

## Verwaltungsgliederung
Am 13. August 2018 wurde das Dorf zum Zentrum der neugegründeten Landgemeinde Medwediwka (Медведівська сільська громада/Medwediwska silska hromada), zu dieser zählten auch die 4 Dörfer Demenzi, Holowkiwka, Demenzi und Samjatnyzja sowie die Ansiedlung Skeliwka, bis dahin bildete es zusammen mit dem Dorf Iwkiwzi die Landratsgemeinde Medwediwka (Медведівська сільська рада/Medwediwska silska rada) im Westen des Rajons Tschyhyryn.
Am 12. Juni 2020 kam noch weitere 2 in der untenstehenden Tabelle aufgelisteten Dörfer sowie die Ansiedlung Buda.
Am 17. Juli 2020 kam es im Zuge einer großen Rajonsreform zum Anschluss des Rajonsgebietes an den Rajon Tscherkassy.
Folgende Orte sind neben dem Hauptort Medwediwka Teil der Gemeinde:
| Name                     | Name       | Name                      |
| ukrainisch transkribiert | ukrainisch | russisch                  |
| ------------------------ | ---------- | ------------------------- |
| Buda                     | Буда       | Буда                      |
| Chudolijiwka             | Худоліївка | Худолиевка (Chudolijewka) |
| Demenzi                  | Деменці    | Деменцы (Demenzy)         |
| Holowkiwka               | Головківка | Головковка (Golowkowka)   |
| Iwkiwzi                  | Івківці    | Ивковцы (Iwkowzy)         |
| Melnyky                  | Мельники   | Мельники (Melniki)        |
| Samjatnyzja              | Зам’ятниця | Замятница (Samjatniza)    |
| Skeliwka                 | Скелівка   | Скелевка (Skelewka)       |

## Persönlichkeiten
Iwkiwzi ist der Geburtsort des um 1740 geborenen Maksym Salisnjak, einem Saporoger Kosak und Anführer der Hajdamaken im Kolijiwschtschyna-Aufstand von 1768.